# Eurovision Song Contest 1991
Il trentaseiesimo Concorso Eurovisione della Canzone si tenne a Roma (Italia) il 4 maggio 1991, nello Studio 15 di Cinecittà.

## Storia

Il Gran Premio Eurovisione della Canzone 1991, con la vincitrice Carola (Häggkvist) mentre si esibisce sul palco.

Nel 1991 il numero di partecipanti fu lo stesso dell'anno precedente, ma al posto dei Paesi Bassi, che non parteciparono per via di una ricorrenza nazionale, vi fu Malta che rientrò nel concorso. La conduzione fu affidata a Toto Cutugno e Gigliola Cinquetti, i due vincitori dell'ESC per l'Italia, rispettivamente nel 1990 e nel 1964.
La location prescelta per lo svolgimento avrebbe dovuto essere il teatro Ariston di Sanremo, ma già nel 1990 l'Unione Europea di Radiodiffusione lo giudicò troppo piccolo per accogliere uno spettacolo di simili dimensioni. La cittadina ligure presentò una proposta per sfruttare congiuntamente anche altri due teatri del territorio, ma il contestuale scoppio della prima guerra del Golfo e le prime avvisaglie dei conflitti in una Jugoslavia ormai prossima alla dissoluzione fecero propendere per lo spostamento in un luogo meno periferico e che garantisse maggior sicurezza alle delegazioni straniere. A gennaio 1991 si decise pertanto di recuperare e adattare allo scopo il teatro 15 di Cinecittà a Roma.
Lo spostamento, effettuato in tempi strettissimi rispetto alla data della kermesse, mise seriamente in crisi la Rai: la scenografia dello studio fu assemblata in maniera raccogliticcia, anche recuperando elementi di scena di vecchi set cinematografici, e gli impianti audio e d'illuminazione vennero scarsamente collaudati. La radiotelevisione italiana ebbe inoltre difficoltà nel sistemare gli operatori della stampa: gli accrediti (oltre 500) furono infatti ben superiori alle aspettative, obbligando ad ampliare in corso d'opera gli spazi a loro dedicati. I concorrenti, per questo motivo, ebbero altresì pochissimo tempo per fare le prove all'interno dello studio.
Le premesse si tradussero in uno spettacolo caotico e costellato d'inconvenienti: oltre alle avarie tecniche, i due conduttori (che in apertura di serata cantarono i brani che li avevano portati alla vittoria, ovvero Insieme: 1992 e Non ho l'età) si rivelarono non all'altezza di un simile contesto. Sebbene Cutugno avesse una qualche esperienza pregressa nell'ambito della presentazione televisiva, sia lui che Cinquetti a più riprese commisero lapsus o s'intralciarono negli annunci, in molti casi lasciandosi andare a battute non previste dal copione. 
Un ulteriore problema era legato al fatto che nessuno dei due presentatori era fluente né in inglese, né in francese (le due lingue ufficiali della manifestazione), sicché la conduzione fu realizzata praticamente tutta in italiano. Il problema emerse in maniera evidente al momento della lettura dei voti, che venivano annunciati con collegamenti telefonici dalle varie giurie nazionali: Cutugno e Cinquetti ebbero sistematicamente difficoltà a comprendere e riferire i dati che venivano loro comunicati, incorrendo in molti errori che obbligavano il mittente o il supervisore della rassegna, Frank Naef, a intervenire per correggerli.
Col passare dei minuti Cutugno (che aveva peraltro chiesto e ottenuto dall'organizzazione di poter leggere i punteggi anche in italiano) manifestò una crescente insofferenza: a più riprese spronò i giurati ad accelerare la procedura e si rivolse ripetutamente e platealmente a «mister Naef» (a sua volta in evidente imbarazzo e in seria difficoltà nel mantenere l'ordine nell'andamento del conteggio delle preferenze), per avere ragguagli e chiarimenti a fronte delle varie problematiche.
Un'ulteriore reazione stizzita di Cutugno si ebbe allorché vennero letti i voti dall'Italia e l'annunciatrice Rosanna Vaudetti esordì parlando in francese; per tutta risposta il presentatore sbottò: «A Roma si parla francese? Parlate un attimo in italiano per favore!».
A causa di tutto ciò, la manifestazione durò ben più del previsto, superando le 3 ore. Lo scrutinio dei voti vide un pari merito tra due canzoni: la Francia con C'est le dernier qui a parlé qui a raison, interpretato da Amina, e la Svezia con Fångad av en stormvind, cantata da Carola. Il regolamento prevedeva che, in caso di pari merito, avrebbe vinto il Paese con il maggior punteggio ricevuto più volte; la vittoria andò perciò alla Svezia che aveva avuto più volte i dieci punti (i due Paesi avevano ricevuto lo stesso numero di volte i dodici punti). La Svizzera ritorna a cantare in italiano, con Sandra Simò che si esibisce in Canzone per te. Peppino Di Capri canta in napoletano; la sua Comme è doce 'o mare è settima. I testi dello spettacolo erano di Carla Vistarini.
Al contrario dell'anno precedente, le cartoline di presentazione dei cantanti mostravano i monumenti della città ospitante con gli artisti che cantavano famose canzoni italiane.

## Organizzazione generale
L'organizzazione generale è stata a cura della Publispei.

## Stati partecipanti

Stati partecipanti
Paesi che hanno partecipato in passato ma non nel 1991

Stati partecipanti
     Paesi che hanno partecipato in passato ma non nel 1991
| Stato                  | Artista                     | Brano                                     | Lingua       | Processo di selezione                           |
| ---------------------- | --------------------------- | ----------------------------------------- | ------------ | ----------------------------------------------- |
| Austria                | Thomas Forstner             | Venedig im Regen                          | Tedesco      | Finale nazionale, 16 marzo 1991                 |
| Belgio                 | Clouseau                    | Geef het op                               | Olandese     | Interno; brano annunciato il 9 marzo 1991       |
| Cipro                  | Elena Patroklou             | S.O.S.                                    | Greco        | Finale nazionale                                |
| Danimarca              | Anders Frandsen             | Lige der hvor hjertet slår                | Danese       | Dansk Melodi Grand Prix 1991, 16 marzo 1991     |
| Finlandia              | Kaija Kärkinen              | Hullu yö                                  | Finlandese   | Euroviisukarsinta 1991, 2 marzo 1991            |
| Francia                | Amina                       | C'est le dernier qui a parlé qui a raison | Francese     | Interno                                         |
| Germania               | Atlantis 2000               | Dieser Traum darf niemals sterben         | Tedesco      | Ein Lied für Rom, 21 marzo 1991                 |
| Grecia                 | Sophia Vossou               | I Anixi                                   | Greco        | Ellinikós Telikós 1991                          |
| Irlanda                | Kim Jackson                 | Could It Be That I'm in Love              | Inglese      | Eurosong 1991, 30 marzo 1991                    |
| Islanda                | Stefán & Eyfi               | Draumur um Nínu                           | Islandese    | Söngvakeppni Sjónvarpsins 1991, 9 febbraio 1991 |
| Israele                | Duo Datz                    | Kan                                       | Ebraico      | Kdam Eurovision 1991, 27 marzo 1991             |
| Italia (organizzatore) | Peppino di Capri            | Comme è ddoce 'o mare                     | Napoletano   | Interno                                         |
| Jugoslavia             | Bebi Dol                    | Brazil                                    | Serbo-croato | Jugovizija 1991, 9 marzo 1991                   |
| Lussemburgo            | Sarah Bray                  | Un baiser volé                            | Francese     | Interno                                         |
| Malta                  | Paul Giordimaina & Georgina | Could It Be                               | Inglese      | Malta Song for Europe 1991                      |
| Norvegia               | Just 4 Fun                  | Mrs. Thompson                             | Norvegese    | Interno                                         |
| Portogallo             | Dulce Pontes                | Lusitana paixão                           | Portoghese   | Festival da Canção 1991, 7 marzo 1991           |
| Regno Unito            | Samantha Janus              | A Message to Your Heart                   | Inglese      | A Song For Europe 1991, 29 marzo 1991           |
| Spagna                 | Sergio Dalma                | Bailar pegados                            | Spagnolo     | Interno                                         |
| Svezia                 | Carola                      | Fångad av en stormvind                    | Svedese      | Melodifestivalen 1991, 31 marzo 1991            |
| Svizzera               | Sandra Simò                 | Canzone per te                            | Italiano     | Concours Eurovision 1991, 23 febbraio 1991      |
| Turchia                | İzel, Reyhan & Can          | İki Dakika                                | Turco        | Finale nazionale, 9 marzo 1991                  |

## Orchestra
Diretta dai maestri: Paul Abela (Malta), Olli Ahvenlahti (Finlandia), Haris Andreadis (Grecia), Anders Berglund (Svezia), Bruno Canfora (Italia), Fernando Correia Martins (Portogallo), Flaviano Cuffari (Svizzera), Francis Goya (Lussemburgo), Ronnie Hazlehurst (Regno Unito), Noel Kelehan (Irlanda), Alexandros Kyros Zografou (Cipro), Pete Knutsen (Norvegia), Henrik Krogsgård (Danimarca), Eduardo Leiva (Spagna), Slobodan Marković (Jugoslavia), Jon Ólafsson (Islanda), Kobi Oshrat (Israele), Richard Österreicher (Austria), Jérome Pillement (Francia), Roland Verlooven (Belgio), Hermann Weindorf (Germania) e Turhan Yükseler (Turchia).

## Modalità di voto
Ogni Paese ha votato con una giuria che ha stilato una classifica delle dieci canzoni preferite e ha attribuito i punti nel seguente modo:
- 12 punti al primo classificato
- 10 punti al secondo classificato
- da 8 a 1 punto dal terzo al decimo classificato rispettivamente

Nessun punto viene assegnato alle canzoni dei restanti Paesi. Alla fine dell'esibizione di tutti i cantanti iniziano le votazioni delle giurie. Successivamente viene effettuato un collegamento con ogni singolo Paese che annuncia i risultati delle votazioni nel loro Paese, partendo dalla canzone che ha ottenuto un punto.

## Classifica
| N° | Stato       | Cantante                                   | Canzone                                   | Punti | Posizione |
| -- | ----------- | ------------------------------------------ | ----------------------------------------- | ----- | --------- |
| 01 | Jugoslavia  | Bebi Dol                                   | Brazil                                    | 1     | 21        |
| 02 | Islanda     | Stefán & Eyfi                              | Nína                                      | 26    | 15        |
| 03 | Malta       | Georgina & Paul Giordimaina                | Could It Be                               | 106   | 6         |
| 04 | Grecia      | Sophia Vossou                              | Anixi                                     | 36    | 13        |
| 05 | Svizzera    | Sandra Simò                                | Canzone per te                            | 118   | 5         |
| 06 | Austria     | Thomas Forstner                            | Venedig im Regen                          | 0     | 22        |
| 07 | Lussemburgo | Sarah Bray                                 | Un baiser volé                            | 29    | 14        |
| 08 | Svezia      | Carola                                     | Fångad av en stormvind                    | 146   | 1         |
| 09 | Francia     | Amina                                      | C'est le dernier qui a parlé qui a raison | 146   | 2         |
| 10 | Turchia     | Izel Çeliköz, Can Ugurluer e Reyhan Karaca | Iki dakika                                | 44    | 12        |
| 11 | Irlanda     | Kim Jackson                                | Could It Be That I'm In Love              | 47    | 10        |
| 12 | Portogallo  | Dulce Pontes                               | Lusitana paixão                           | 62    | 8         |
| 13 | Danimarca   | Anders Frandsen                            | Lige der hvor hjertet slår                | 8     | 19        |
| 14 | Norvegia    | Just 4 Fun                                 | Mrs. Thompson                             | 14    | 17        |
| 15 | Israele     | Duo Datz                                   | Kan                                       | 139   | 3         |
| 16 | Finlandia   | Kaija Kärkinen                             | Hullu yö                                  | 6     | 20        |
| 17 | Germania    | Atlantis 2000                              | Dieser Traum darf niemals sterben         | 10    | 18        |
| 18 | Belgio      | Clouseau                                   | Geef het op                               | 23    | 16        |
| 19 | Spagna      | Sergio Dalma                               | Bailar pegados                            | 119   | 4         |
| 20 | Regno Unito | Samantha Janus                             | A Message To Your Heart                   | 47    | 10        |
| 21 | Cipro       | Elena Patroklou                            | S.O.S.                                    | 60    | 9         |
| 22 | Italia      | Peppino Di Capri                           | Comme è ddoce 'o mare                     | 89    | 7         |

Risultati pareggio
| Posizione | Stato   | Cantante | Punti | 12 punti | 10 punti | Paesi che hanno assegnato punti |
| --------- | ------- | -------- | ----- | -------- | -------- | ------------------------------- |
| 01        | Svezia  | Carola   | 146   | 4        | 5        | 17 su 21                        |
| 02        | Francia | Amina    | 146   | 4        | 2        | 18 su 21                        |

12 punti
| N. | A        | Da                                        |
| -- | -------- | ----------------------------------------- |
| 4  | Francia  | Austria, Israele, Italia, Norvegia        |
| 4  | Svezia   | Danimarca, Germania, Islanda, Regno Unito |
| 3  | Cipro    | Francia, Grecia, Malta                    |
| 3  | Israele  | Spagna, Turchia, Jugoslavia               |
| 2  | Italia   | Finlandia, Portogallo                     |
| 2  | Malta    | Irlanda, Svezia                           |
| 2  | Spagna   | Cipro, Svizzera                           |
| 1  | Svizzera | Belgio, Lussemburgo                       |

## Portavoce
1. Jugoslavia: Mebrura Topolovac
2. Islanda: Guðríður Ólafsdóttir
3. Malta: Dominic Micallef
4. Grecia: Fotini Giannoulatou
5. Svizzera: Michel Stocker
6. Austria: Gabriele Haring
7. Lussemburgo: Jean-Luc Bertrand
8. Svezia: Bo Hagström
9. Francia: Daniela Lumbroso
10. Turchia: Canan Kumbasar
11. Irlanda: Eileen Dunne
12. Portogallo: Maria Margarida Gaspar
13. Danimarca: Bent Henius
14. Norvegia: Sverre Christophersen
15. Israele: Yitzhak Shim'oni
16. Finlandia: Heidi Kokki
17. Germania: Christian Eckhardt
18. Belgio: An Ploegaerts
19. Spagna: María Ángeles Balañac
20. Regno Unito: Colin Berry
21. Cipro: Anna Partelidou
22. Italia: Rosanna Vaudetti